# Yusuf Demir
Yusuf Demir (Viena, 2 de junho de 2003) é um futebolista austríaco que atua como ponta. Atualmente joga no Basel,emprestado pelo Galatasaray.

## Carreira

### Início
Yusuf Demir nasceu em 2 de junho 2003, na cidade de Viena, capital da Áustria, filho de pais turcos vindos de Trebizonda. Começou a carreira no First Viena, antes de migrar para o Rapid Viena com apenas 10 anos.
Tratado como uma joia de muita habilidade, Demir começou a aparecer após ser eleito o melhor jogador da Mercedes Júnior Cup em 2019, tendo perdido o título para o Liverpool. Demir nessa época já era observado por times como Barcelona, Bayern de Munique, Real Madrid e Borussia Dortmund. No ano seguinte, participou mais uma vez da Mercedes Cup, não só sendo campeão ao bater por 4–0 o RB Leipzig, mais também melhor jogador de novo. Demir chegou a fazer 23 gols em 18 jogos na base do clube austríaco, levando-o a assinar um contará profissional com apenas 14 anos.
Em 26 de maio de 2019, Demir assinou um contrato profissional com o Rapid Viena. Demir fez sua estreia profissional pelo austríaco em 14 de dezembro de 2019, na vitória de 3–0 spbre o Admira, aos 16 anos e seis meses. Em 15 de setembro de 2020, Demir fez o gol de seu clube na derrota de 2–1 para o Gent na Terceira rodada de Qualificação da Liga dos Campeões da UEFA, aos 17 anos 3 meses e 13 dias, tornando o jogadores austríaco mais jovem a marcar um gol na competição, quebrando o recorde de Gerd Wimmer em 1994, que fez 17 anos, 10 meses e 27 dias. Em outubro de 2020, foi listado como uma das 60 grandes promessas do mundo pelo The Guardian. Ao todo, fez 38 partidas pelo Viena, marcando 9 gols e distribuído 4 assistências.

### Barcelona
Em 9 julho de 2021, o Barcelona anunciou seu empréstimo por 500,000 euros (3,1 milhões de reais) até o final da temporada, com opção de transferência definitiva ao fim por 10 milhões de euros (62,4 milhões). Tendo chegado inicialmente para fazer parte do Barcelona B, Demir logo ganhou a confiança de Ronald Koeman e foi introduzido ao time principal.
Fez sua estreia pelo clube catalão em 21 de agosto de 2021, no empate de 1–1 com o Athletic Club, na La Liga de 2021–22. Ao estrear aos 18 anos e 80 dias de idade, se tornou o jogador não espanhol mais jovem a jogar pelo Barcelona na La Liga desde Lionel Messi, que estreou com 17 anos e 114 dias em outubro de 2004. Porém, após atuar em nove partidas pelo clube catalão, em 12 janeiro de 2022 o Barcelona optou por devolver Demir ao Rapid Viena, devido à chegada de Ferran Torres ao clube e pelo fato de que se jogasse mais uma partida, o clube teria que pagar 10 milhões de euros para adquirí-lo completamente, já que passava por condições financeiras complicadas no momento.

## Seleção Austríaca
Tendo representado as categorias da Áustria Sub15, Sub-17 e Sub-21, Demir fez sua estreia pela Seleção Austríaca Principal em 28 de março de 2021, na vitória de 3–1 sobre as Ilhas Faroé em partida das Eliminatórias da Copa do Mundo FIFA de 2022.

## Estatísticas
Atualizadas até 22 de janeiro de 2021.[carece de fontes?]

### Clubes
| Equipe            | Temporada         | Campeonato nacional | Campeonato nacional | Copa nacional | Copa nacional | Competições continentais | Competições continentais | Total | Total |
| Equipe            | Temporada         | Jogos               | Gols                | Jogos         | Gols          | Jogos                    | Goals                    | Jogos | Goals |
| ----------------- | ----------------- | ------------------- | ------------------- | ------------- | ------------- | ------------------------ | ------------------------ | ----- | ----- |
| Rapid Viena II    | 2019–20           | 1                   | 0                   | —             | —             | —                        | —                        | 1     | 0     |
| Rapid Viena II    | Total             | 1                   | 0                   | —             | —             | —                        | —                        | 1     | 0     |
| Rapid Viena       | 2019–20           | 6                   | 0                   | —             | —             | —                        | —                        | 6     | 0     |
| Rapid Viena       | 2020–21           | 25                  | 6                   | 2             | 1             | 5                        | 2                        | 32    | 9     |
| Rapid Viena       | 2021–22           | 10                  | 1                   | 1             | 0             | 2                        | 0                        | 13    | 1     |
| Rapid Viena       | 2022–23           | 1                   | 1                   | 1             | 0             | 3                        | 0                        | 5     | 1     |
| Rapid Viena       | Total             | 42                  | 8                   | 4             | 1             | 10                       | 2                        | 56    | 11    |
| Barcelona         | 2021–22           | 6                   | 0                   | —             | —             | 3                        | 0                        | 9     | 0     |
| Barcelona         | Total             | 6                   | 0                   | —             | —             | 3                        | 0                        | 9     | 0     |
| Galatasaray       | 2022–23           | 5                   | 0                   | 1             | 0             | 0                        | 0                        | 6     | 0     |
| Galatasaray       | Total             | 5                   | 0                   | 1             | 0             | 0                        | 0                        | 6     | 0     |
| Total na carreira | Total na carreira | 54                  | 8                   | 5             | 1             | 13                       | 2                        | 72    | 11    |

### Seleção Austríaca
Sub-15
| Ano   |       |      |         |
| Ano   | Jogos | Gols | Assist. |
| ----- | ----- | ---- | ------- |
| 2017  | 1     | 4    | 0       |
| 2018  | 7     | 6    | 0       |
| Total | 8     | 10   | 0       |

Sub-17
| Ano   |       |      |         |
| Ano   | Jogos | Gols | Assist. |
| ----- | ----- | ---- | ------- |
| 2018  | 7     | 4    | 0       |
| 2019  | 7     | 5    | 1       |
| Total | 14    | 9    | 1       |

Sub-21
| Ano   |       |      |         |
| Ano   | Jogos | Gols | Assist. |
| ----- | ----- | ---- | ------- |
| 2020  | 3     | 0    | 0       |
| 2021  | 2     | 1    | 1       |
| Total | 5     | 1    | 1       |

Seleção Principal
| Ano   |       |      |         |
| Ano   | Jogos | Gols | Assist. |
| ----- | ----- | ---- | ------- |
| 2021  | 4     | 0    | 0       |
| Total | 4     | 0    | 0       |

## Títulos

### Galatasaray
- Campeonato Turco: 2022–23

### Prêmios individuais
- 60 jovens promessas do futebol mundial de 2020 (The Guardian)